# 천이 유동
천이유동(transition flow)은 층류(laminar flow)에서 난류(turbulence)로 바뀌어가는 중간 지점의 유동이다.
층류에서 난류로 바뀌어가는 중간형태의 유동인데 난류나 층류의 범주에 넣을 수 없는 특성이 있는 유동을 의미한다.

## 같이 보기
- 오스본 레이놀즈